# Philodamia pingxiang
Philodamia pingxiang is een spinnensoort in de taxonomische indeling van de krabspinnen (Thomisidae).
Het dier behoort tot het geslacht Philodamia. De wetenschappelijke naam van de soort werd voor het eerst geldig gepubliceerd in 2007 door Zhu & Ono.